# Histoire des Tonga
 (octobre 2022).
Si vous disposez d'ouvrages ou d'articles de référence ou si vous connaissez des sites web de qualité traitant du thème abordé ici, merci de compléter l'article en donnant les références utiles à sa vérifiabilité et en les liant à la section « Notes et références ».
L'histoire des îles Tonga commence aux alentours du XIIIe siècle av. J.-C.
Son histoire connaît environ trois phases : le peuplement, l'établissement d'un empire puissant et l'entrée dans la sphère coloniale.

## Premiers temps
Il y a 5 000 ans (3000 av. J.-C.), des habitants du littoral de la Chine du Sud, cultivateurs de millet et de riz, commencent à traverser le détroit pour s'installer à Taïwan. Vers 2000 av. J.-C., des migrations ont lieu de Taïwan vers les Philippines. De nouvelles migrations commencent bientôt des Philippines vers Sulawesi et Timor et de là, les autres îles de l'archipel indonésien. Vers 1500 av. J.-C., un autre mouvement mène des Philippines en Nouvelle-Guinée et au-delà, les îles du Pacifique. Les Austronésiens sont sans doute les premiers navigateurs de l'histoire de l'humanité. Ils colonisèrent les îles Tonga vers le XIIIe siècle av. J.-C.
Ces Polynésiens apportèrent avec eux chiens, porcs, poulets, poterie, agriculture (particulièrement la culture de racines) et, évidemment, des bateaux. Ils se répandirent rapidement dans l'ensemble des îles Tonga. Selon une croyance populaire, le royaume de Tonga serait, parmi les îles de la Polynésie, le premier groupe occupé par l'Homme à l'ère préhistorique. Dans les temps modernes, mais avant l'arrivée des occidentaux, les îles avaient des densités de population de 60 à 75 hab/km2.

## Empire Tu'i Tonga

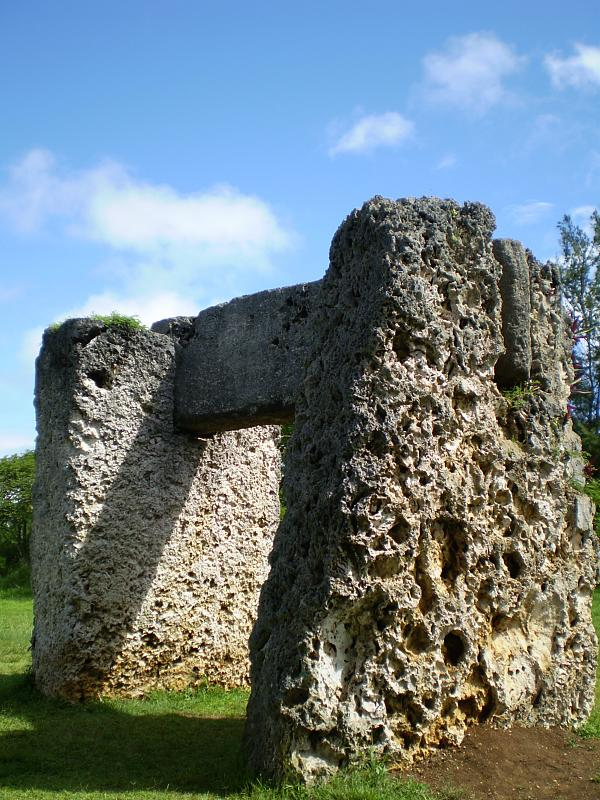
Le Haʻamonga ʻa Maui.

### Première dynastie
Une royauté s'est établie à Tongatapu au début du Xe siècle et la dynastie actuelle se réfère encore à l'empire Tuʻi Tonga. La première dynastie, fondée par 'Aho'eitu, fut celle des Tuʻi Tonga, qui demeura dominante jusqu'au XVe siècle. Au XIIIe siècle, l'empire connut son apogée, et le pouvoir royal s'est même étendu jusque dans les îles d'Hawaii. Toutefois, c'est également au XIIIe siècle que l'empire perdit le contrôle des Samoa.

### Deuxième dynastie
Vers 1450, la dynastie des Tuʻi Tonga céda le pouvoir temporel à une nouvelle dynastie, les Tuʻi Haʻatakalaua. Ceux-ci conservèrent le pouvoir jusqu'en 1600 environ, date à laquelle les Tuʻi Kanokupolu, dont est issue l'actuelle dynastie, prirent l'ascendance.

### Un empire capable de gigantisme architectural
Des siècles avant que les Occidentaux n'arrivent, les Tongiens créèrent de grandes maçonneries monumentales, les plus notables étant le Haʻamonga (un trilithe) et les Langi (tombeaux en terrasse). Le Ha'amonga mesure 5 mètres de haut et est fait de trois pierres en calcaire pesant chacune plus de 40 tonnes. Les Langi sont des pyramides basses très plates à deux ou trois niveaux et qui marquent les tombes des anciens rois.

## Des contacts occidentaux à la colonisation britannique

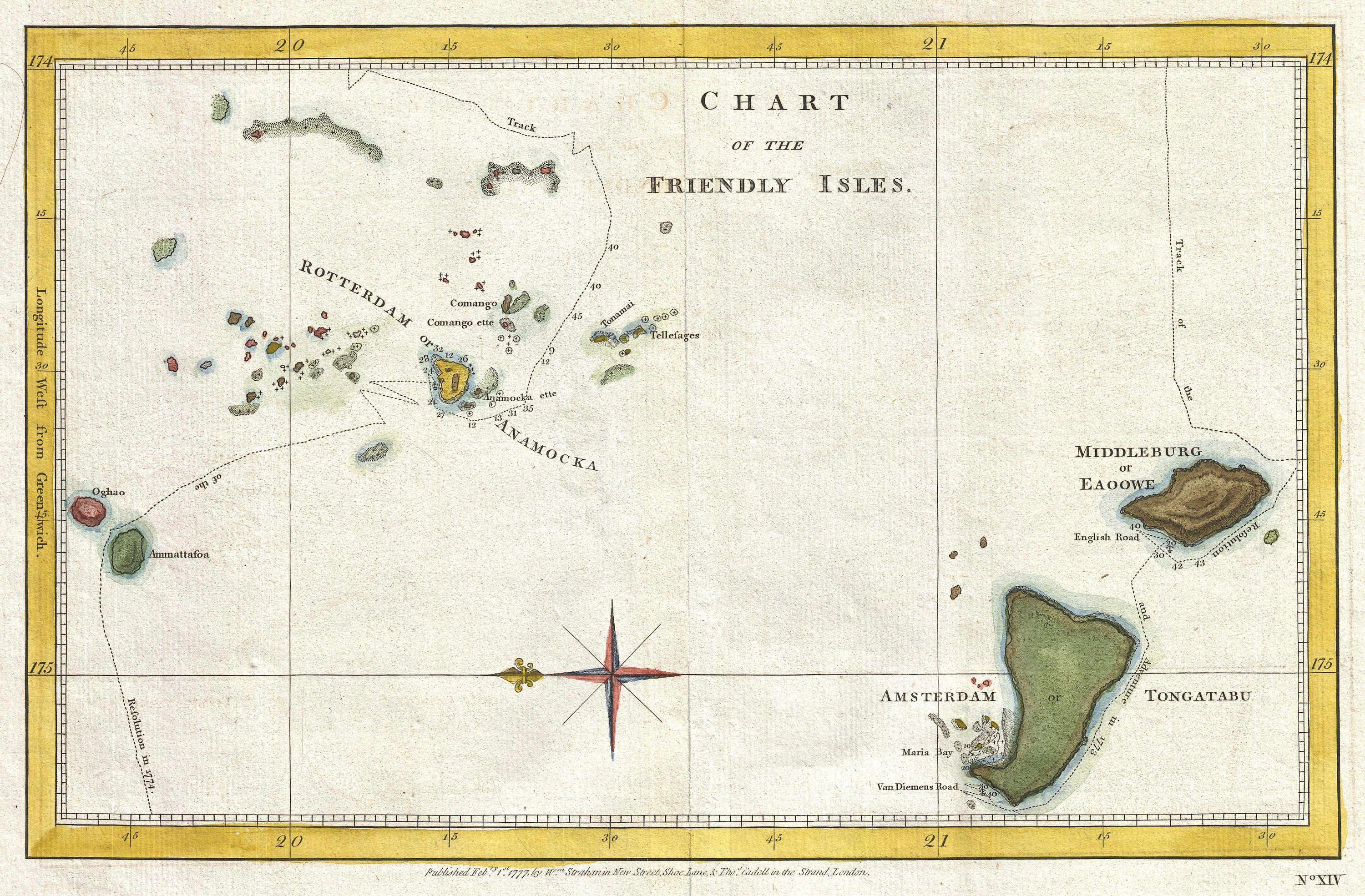
Carte des îles Tonga datant de 1777.

### Premiers contacts avec les occidentaux
Les premiers contacts avec les Occidentaux ont lieu au cours du XVIe siècle. À cette époque, la monarchie Tu'i Tonga est encore une puissance importante en Océanie.
Au XVIIIe siècle, le Tonga unifie les chefferies et conserve un empire maritime, certes réduit mais incluant les régions conquises des Fidji. À cette époque, l'empire des îles Tonga a une population d'environ 40 000 personnes.
En 1616, certaines des îles de l'archipel du Tonga sont aperçues par les navigateurs néerlandais William Schouten et Le Maire. Le 21 janvier 1643, Abel Tasman découvre Tongatapu et visite une partie des îles.
Entre 1773 et 1777, l'anglais James Cook prend contact avec les insulaires de Tongatapu. Il baptise l'archipel Îles des Amis en raison de l'accueil chaleureux qu'il y a reçu (trouvant les habitants paisibles et hospitaliers malgré le massacre de plusieurs de ses hommes).
Jusqu'à sa mort en 1810, Finau est l'un des chefs les plus puissants de l'archipel.
Il reçoit également en 1807 les informations de Palu, fils de Mulikihaema (ami et protecteur de George Vason, à Nukuʻalofa, dix ans plus tôt), et son épouse Fatafehi, qui ont voyagé à Sydney, Canton et Tahiti (en tant qu'aristocrates en villégiature), sur le monde non-tanga.

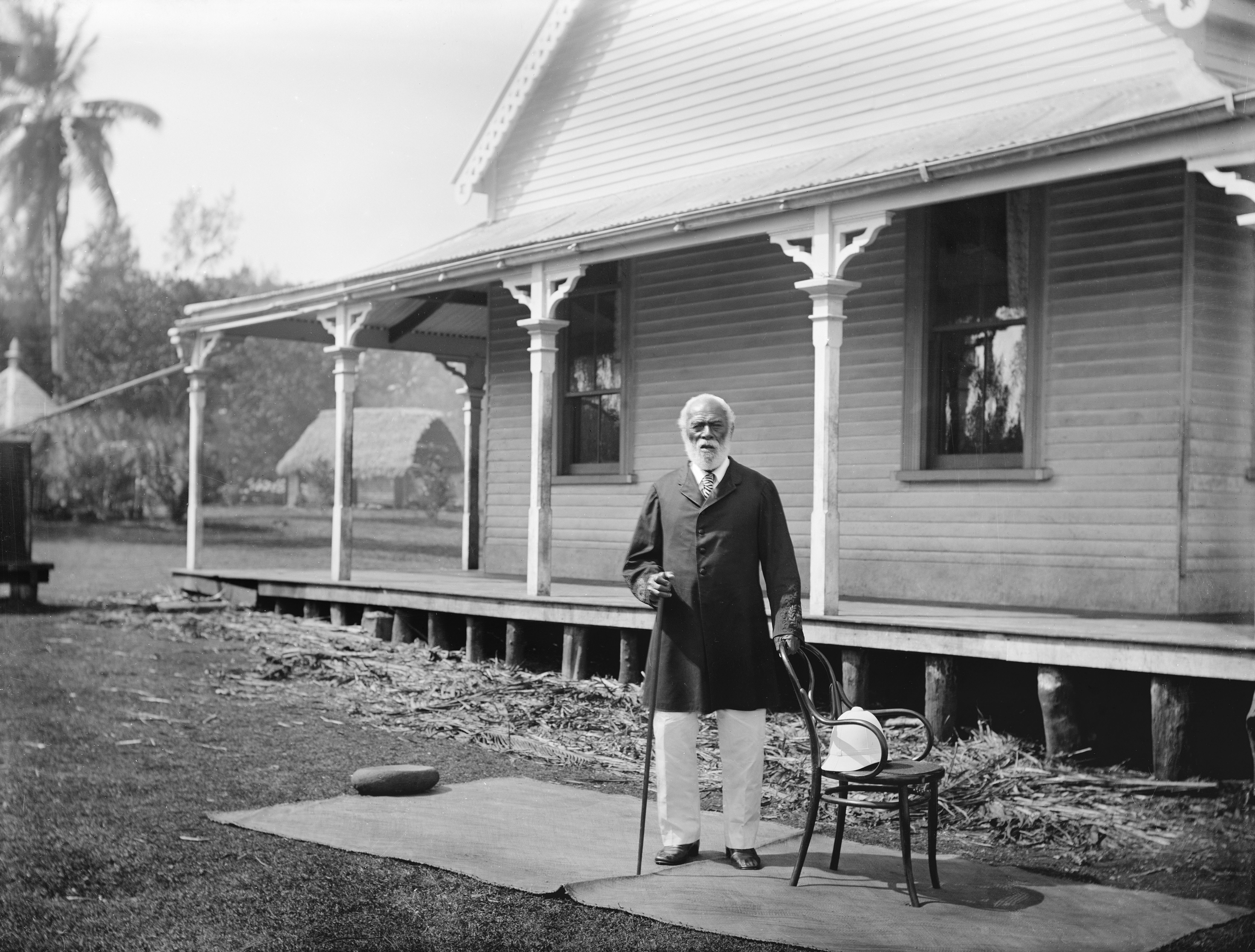
Le roi George Tupou Ier devant son palais en 1884.

### Un protectorat très organisé
En 1845, les îles furent unies en un royaume, sous le roi George Tupou Ier de la dynastie Tuʻi Kanokupolu. Elles devinrent une monarchie constitutionnelle sous ce même roi en 1875, et un protectorat britannique le 18 mai 1900. L'archipel acquit son indépendance le 4 juin 1970 et devint aussi un membre du Commonwealth. De 2004 à 2008, ses modestes forces armées (les Forces de défense tongiennes) participent à la coalition militaire en Irak.

## Après l'indépendance
Les Tonga restent la seule monarchie héréditaire autochtone du Pacifique. (L'Australie, la Papouasie-Nouvelle-Guinée, la Nouvelle-Zélande,  les Îles Salomon et les Tuvalu reconnaissent le roi Charles III comme leur monarque. Les rois coutumiers des îles Wallis-et-Futuna sont élus. Et les Samoa ont un chef d'État issu de l'aristocratie autochtone mais dont la fonction n'est pas héréditaire, ni à vie.) Le roi tongien actuel, Tupou VI, est l'arrière-arrière-arrière-petit-fils de George Tupou Ier. Il succéda à son frère George Tupou V, décédé en 2012. George Tupou V, devenu roi en 2006, avait du rapidement faire face à des émeutes semble-t-il provoquées par des mouvements pro-démocratiques. Il dut s'engager à accélérer les réformes vers plus de démocratie.
En juillet 2008, trois jours avant son couronnement, le roi George Tupou V annonça qu'il renonçait à l'essentiel de son autorité, et qu'il se conformerait désormais aux recommandations de son Premier ministre. D'importantes réformes constitutionnelles sont introduites en amont des élections législatives de 2010 ; le pays devient une monarchie parlementaire, où le parlement est majoritairement élu par les citoyens et désigne le Premier ministre. Le roi confère à ce dernier l'essentiel du pouvoir exécutif. À la suite des élections de 2014, ʻAkilisi Pohiva, figure emblématique du mouvement pour la démocratie, devient Premier ministre,.

## Chronologie
Cette frise chronologique débute avec l'émergence de l'Empire Tuʻi Tonga au Xe siècle. Avant cette date, sont à noter l'arrivée des colons lapita, premiers habitants de l'archipel, puis l'exploration de la Polynésie par leurs descendants à partir du IIIe siècle environ. 